# 13560 La Pérouse
13560 La Pérouse è un asteroide della fascia principale. Scoperto nel 1992, presenta un'orbita caratterizzata da un semiasse maggiore pari a 3,0474527 UA e da un'eccentricità di 0,0889019, inclinata di 9,49259° rispetto all'eclittica.